# Polytrichadelphus ericoides
Polytrichadelphus ericoides là một loài rêu trong họ Polytrichaceae. Loài này được (Hampe) Mitt. mô tả khoa học đầu tiên năm 1869.